# Stadt als Beute (2005)
Stadt als Beute ist ein deutscher Episodenfilm aus dem Jahr 2005, eine gemeinsame Arbeit der Regisseurinnen Miriam Dehne, Esther Gronenborn und Irene von Alberti. Er basiert auf René Polleschs gleichnamigem Theaterstück aus dem Jahr 2001.

## Handlung
Das dreiteilige Drama handelt vom Stadtleben Berlins, speziell dem der drei Theaterschauspieler Marlon, Ohboy und Lizzy, die in einem Theater Szenen aus dem Stück Stadt als Beute des Dramatikers René Pollesch proben.
Die Proben sind Zentrum der Geschichte. Dort lernen sich die Protagonisten kennen und treffen bis zur Premiere des Stückes immer wieder aufeinander. Die persönliche Entwicklung, die sie durchleben, wenn sie die Proben verlassen und sich im Berliner Stadtleben verirren, geht analog mit der Entwicklung des Theaterstücks. Jeder der Protagonisten gerät an und überwindet seine individuelle Begrenzung.
Ohboy, der das Leben in der Großstadt verinnerlicht hat und sich deren Rhythmus anzupassen vermag, vermeidet im Alltag mit einer auffälligen Leichtigkeit die Konfrontation echter Herausforderungen. 
Dagegen ist Marlon neu in der Stadt und kämpft mit den für ihn noch fremden Spielregeln des Lebens in einer Metropole. 
Lizzy ist einerseits auf der Suche nach Ruhm und Anerkennung, gleichzeitig sehnt sie sich aber auch nach der großen Liebe – bis sie in einem Nachtclub von der negativen Seite der Realität, in der Sex und Käuflichkeit regieren, eingeholt wird. 
Der Film mündet in der Premiere von Stadt als Beute. Realität und Fiktion verschmelzen. Wir erleben, wie jeder der drei Protagonisten die durchgemachte Entwicklung auf seine Art für die PR des Stückes einsetzt.

## Hintergrund
Das Drama thematisiert insgesamt das Leben, die sozialen Bindungen und Probleme sowie die beruflichen Möglichkeiten in einer Großstadt. René Pollesch übernahm im Film selbst die Rolle des Theaterregisseurs René und arbeitet im Film mit den Schauspielern damit an seinem eigenen Stück. 